# Cleisostoma striolatum
Cleisostoma striolatum är en orkidéart som först beskrevs av Heinrich Gustav Reichenbach, och fick sitt nu gällande namn av Leslie Andrew Garay. Cleisostoma striolatum ingår i släktet Cleisostoma, och familjen orkidéer.
Artens utbredningsområde är Filippinerna. Inga underarter finns listade i Catalogue of Life.